# Jürgen Wiefel
Jürgen Wiefel (n. 10 martie 1952, Leipzig, RDG) este un antrenor ce a reprezentat Germania, medaliat olimpic. A participat la 2 ediții ale Jocurilor Olimpice (1976, 1980) în care a câștigat două medalii de argint.